# Patrício (patrício)
Patrício (em latim: Patricius) foi um oficial bizantino do século VI, ativo durante o reinado do imperador Justiniano (r. 527–565). Como patrício gloriosíssimo em Constantinopla, participou Segundo Concílio da capital em 8 de maio e, sob ordens de Belisário, tentou por duas vezes persuadir papa Vigílio (537–555) a participar. Entre 8 e 26 de maio, sob ordens imperiais, foi enviado junto de Constantino, Cetego e Pedro para encontrar-se com os bispos ocidentais.